# F2グランプリ
『F2グランプリ』（エフツーグランプリ）は、海老沢泰久が1981年に発表したフィクションとノンフィクションを併せた小説および、それを原作とした、1984年4月14日公開の映画。製作は東宝映画。配給は東宝。カラー、ビスタビジョンサイズ、ドルビーステレオ。上映時間は119分。

## 小説

### 概要
1981年に発表された海老沢泰久の小説。同年に全日本F2選手権に復帰を果たしたホンダエンジンを巡る駆け引きやドライバー達の人間模様、さらに当時レーシングカー用のラジアルタイヤ開発を本格化させたばかりのブリヂストンの動きなど、レースに関わる様々な関係者を描いた。
特にレース中のエピソードなどは、その多くが実際に過去の全日本F2で起こった事件を元にしており、小説自体はフィクションでありながらもノンフィクション的な色彩も強く持っている。後に海老沢自身が著した、中嶋悟のF1参戦までの道のりを描いたノンフィクション「F1走る魂」（文藝春秋）と合わせて読むと、よりそのノンフィクションの部分を理解しやすい。

### あらすじ
全日本F2選手権最終戦・JAF鈴鹿F2グランプリ。同レースの話題は、シリーズチャンピオンを巡る佐々木宏二・井本豊の2人の争いもさることながら、それ以上に1960年代のF1以来久々にモータースポーツの世界に戻ってきたデモン自動車と、同社のエンジンを搭載したマシンに乗る中野英明に集まっていた。しかし土曜日の予選で中野は佐々木の罠にはまりクラッシュしマシンは大破。その後メカニックの必死の修復によりマシンは何とか走れるまでに修復されるが、元のスピードには戻らない。
一方でチャンピオン争いの一方の主役である井本は、シーズン前半に起こったレース中の死亡事故以来、レーシングカーのステアリングを握るとじんましんが出るなどの心因性の症状に悩まされていた。残る佐々木も、予選終了後に交際中の女性とケンカ別れし、夜中のサイコロ賭博でも大負けするなど、精神状態は最悪。そんな中夜が明け、レースの幕が上がる。果たしてレースに勝利するのは誰なのか…。

## 映画
東宝映画製作。国内最高峰のフォーミュラ・レース、全日本F2選手権（現在のスーパーフォーミュラに相当）を舞台に、苛烈なレースをくりひろげるレーサーたちの姿を描く。日本初、そして唯一の4輪レースを題材にした公開作品。企画者である高井英幸は「日本で最初にして最後のF2レース映画」と話している。

### スタッフ
- 監督：小谷承靖
- 製作：高井英幸
- 原作：海老沢泰久
- 脚本：長田紀生
- テクニカルアドバイザー：中嶋悟
- レース関係協力：本田技研工業
- 音楽：羽田健太郎
- 音楽プロデューサー：前田忠彦
- 主題歌：中井貴一「セカンド・ヒーロー」（東芝EMI）
- 撮影：上田正治
- 美術：薩谷和夫
- 録音：田中信行
- 照明：小島真二
- 編集：池田美千子
- 記録：梶山弘子
- スチール：石月美徳
- 助監督：吉田一夫
- 効果：東宝効果集団
- 整音：東宝録音センター
- 現像：東京現像所
- 製作担当者：橋本利明
- 協力レーサー：エジェ・エルグ、高武富久美、ジェフ・リース、ジョナサン・パーマー、鈴木亜久里、鈴木利男、瀬川雅雄、高橋国光、高橋健二、星野一義、マイク・サックウェル、松本恵二
- ドクター・チェック：八杉クリニック
- 撮影協力：鈴鹿サーキット、TEAM IKUZAWA、原田レーシングカンパニー、チーム ル・マン、レーシングメイトプロジェクト、John Players Special、株式会社フットワーク、ブリヂストンタイヤ、無限、味の素、エプソン

### キャスト
- 中野訓：中井貴一
- 井本豊：田中健
- 宇佐美しのぶ：石原真理子
- 佐々木圭二：峰岸徹
- 藤巻健太郎：勝野洋
- 有田啓三：高橋幸治
- 島田充男：地井武男
- 村上之広：森本レオ
- 矢吹隆：伊吹徹
- 永井和夫：藤木悠
- 宇佐美典義：木之元亮
- 宇佐美江津子：范文雀（友情出演）
- 小宮夏子：八神康子
- 上松：佐々木勝彦
- 中村：久保田欣也
- 平木：千葉裕
- 宮本：藤田宗久
- 山下：森大河
- 男：頭師佳孝
- 記者：山下洵一郎
- 佐々木の妻：赤座美代子（声の出演）
- 美木良介
- 伏見哲夫
- 江幡連
- 柳沢麻理
- 平垣達也
- 小谷英靖
- スポーツカーの女：一色彩子
- レポーター：今宮純
- テレビインタビュアー：安藤優子
- アナウンサー：松戸信二、みし奈昌俊
- スタント：ザ・スーパードライバーズ

## 製作

### 企画
企画は当時、東宝映画の社員だった高井英幸。原作を読み、日本で初めての本格的なレース映画にならないかと企画書を作った。映画化権を取りに原作者の海老沢泰久に会ったが、海老沢から「本気ですか?」と言われた。

### 製作の決定まで
東京駅近くのホンダ八重洲ビルの一角に、鈴鹿サーキットを運営するホンダランド（現ホンダモビリティランド）が当時あり、高井が1982年5月に同社を訪れ、協力を要請したが、一台のマシンに複数の許可が必要で、一台のマシンが通常のレースに1回出場するだけで500万～600万円かかり、鈴鹿サーキットの使用料も1時間40万円と聞いた。金がかかり過ぎてこれはムリと考えていたが、本社で松岡功東宝社長に事情を話したら「誰も手がつけられないもの、撮れないものの方が観客動員に結びつくのではないか」と激励された。まだ本社のGOサインは出ていなかったが、ホンダランドから「一度鈴鹿を見ませんか?」と誘われ、高井が監督を依頼していた小谷承靖と脚本の長田紀生にシナハンを兼ねて同行してもらった。1982年のF2の決勝は11月6日と7日にあり、実際のレースの迫力に興奮した。監督と脚本家を連れて行ったことで、ホンダランドから「東宝は本気だ」という認識を持たれ、来年5回に亘って開催される鈴鹿F2レースを「自由にフィルムに収めて下さい」と申し出を受けた。鈴鹿サーキットはオープン以来さまざまな自動車レースを開催してきたが、一般的にまだ暴走族の集団というイメージを払拭しきれず、健全なスポーツとしての認識を広めたいと願うレース関係者は、映画という媒体がそのきっかけになればと協力姿勢で行こうと決断した。
脚本は改稿を重ねて1983年完成。高井は同年4月1日付で本社営業本部映画調整部に異動。

### 撮影

#### ホンダの全面協力
現実の全日本F2選手権において多くのチームにエンジンを供給していたホンダが、本作品でも全面的にバックアップ。1983年5月28日・29日に鈴鹿で開催されたF2第2戦からカメラを回した。レースシーン撮影はホンダが経営する鈴鹿サーキットで、出演者らが普段乗る自家用車もすべてホンダ車（S800、プレリュード、シビック等）。普段F2レースなど見たこともない映画スタッフが、いきなり本番中のサーキットの真ん中に放り出され、時速300キロ近くで走行するレーシングカーを撮影するのは、いかにプロとはいえ、そう簡単なものではなかった。配役もホンダ関係者に扮したものも多数。そもそも原作自体がホンダのF2復帰をモデルにしたものだとはいえ、ホンダのイメージ映画といっても過言ではない作品である。そのため、クルマ映画にありがちな市街地でのカーアクションは一切なく、あくまでもレース活動啓蒙映画に仕立てられている。7月2日・3日の第3戦、9月24日・25日の第4戦撮影中にようやく東宝本社のGOサインが出た。この第4戦からヘリコプターをチャーターして空撮を行った。
主役の中井貴一扮する中野訓のモデルは中嶋悟。当時現実に全日本F2選手権に参加中で、劇中で中野が乗るEPSONのスポンサーロゴが貼られた青と白のカラーリングがほどこされたマシンに乗っていた。中嶋は当時から既にホンダと強力な関係で、この全日本F2選手権の常勝などを理由にホンダのバックアップの元、F1にステップアップしていく。劇中の中野はまだ青二才ではあるが（原作の年代設定が1981年頃であり、当時中嶋はまだ若手ドライバー）、ホンダとの強力な関係が描かれている。
レーサー役の中井貴一、田中健、峰岸徹、勝野洋、地井武男の役者が鈴鹿サーキットを初めて訪れたのは1983年10月10日。俳優を入れ込んだ映画用のマシンのスタートや、スタンドに熱狂する観客がいないと絵にならないことから、この年は前身の全日本F2000選手権から数えて日本グランプリが20周年に当たることで、その記念イベントに合わせて役者を登場させた。観客は何も知らされていなかったため、突然の役者の登場に一体何事かと驚いたが、事情を説明し、1万人の観客を入れ込んだ絵で、2台のマシンのデッドヒートやウィニングラン、表彰式などを撮った。
11月5日・6日の第5戦決勝も撮影し、フィルムは8時間近くになった。

#### ドラマ部分
ドラマ部分はこれ以降で、12月以降に静かになった鈴鹿サーキットで役者による撮影などを経て、1984年1月27日クランクアップ、同年3月17日完成。

## 作品の評価

### 興行成績
日本にF1ブームが来る以前の作品であり、フォーミュラ・レースそのものへの認知度が低く、興行成績は伸び悩んだ。

### エピソード
当時、TBS系列の全日本F2選手権中継でピットレポーターをしていた今宮純と安藤優子が本人役で出演している。